# Sanditon
Sanditon är en ofullbordad roman skriven av Jane Austen 1817. Austen hann endast skriva tolv kapitel av Sanditon innan hon avled. Senare fullbordades romanen av en av hennes beundrare och gavs ut 1975 (på svenska 1977) ”av Jane Austen och en annan dam” (det vill säga Anne Telscombe, eventuellt pseudonym). Färdigställandet av romanen är gjort som en hyllning till Austen och är ”medarbeterskans” tanke om hur den skulle ha kunnat fortsätta. 

## Handling
Romanens hjältinna är den unga Charlotte Heywood som av en ren slump blir bekant med paret Parker, vilka inbjuder henne till ett besök hos dem i den lilla staden Sanditon, vilken mr Parker vill göra till en berömd badort av det lilla slaget. Sommaren i Sanditon bjuder för Charlottes del på en rad nya bekantskaper, såväl av det trevliga som det mindre trevliga slaget.

## Huvudfigurer
- Charlotte Heywood, ung dam som gästar Sanditon.
- Mr. och Mrs. Parker, makarna Parker som bjuder hem fröken Heywood till sitt hem i Sanditon.
- Lady Denham, änka och Mr. Parkers kompanjon.
- Clara Brereton, Lady Denhams fattiga släkting som bor hos henne.
- Sir Edward Denham och hans syster Esther, Lady Denhams fattiga släktingar.
- Sidney Parker, den nästa äldsta brodern i familjen Parker.

## Filmatiseringar
Sanditon dramatiserades 2019 och visades på ITV. Seriens huvudroller spelas av Rose Williams och Theo James. 